# (901) Brunsia
(901) Brunsia – planetoida z grupy pasa głównego asteroid.

## Odkrycie
Została odkryta 30 sierpnia 1918 roku w Landessternwarte Heidelberg-Königstuhl w Heidelbergu przez Maxa Wolfa. Nazwa pochodzi od Ernsta Heinricha Brunsa, niemieckiego astronoma. Przed nadaniem nazwy planetoida nosiła oznaczenie tymczasowe (901) 1918 EE.

## Orbita
(901) Brunsia okrąża Słońce w ciągu 3 lat i 116 dni w średniej odległości 2,22 au. Planetoida należy do rodziny planetoidy Flora nazywanej też czasem rodziną Ariadne.